# Klondike Hotel & Casino
Klondike Hotel & Casino – w przeszłości stanowił hotel i kasyno, funkcjonujący przy bulwarze Las Vegas Strip w Paradise, w stanie Nevada. 
Obiekt znajdował się pomiędzy legendarnym znakiem Welcome to Fabulous Las Vegas a lotniskiem McCarran International Airport, zajmując łącznie teren o powierzchni 2,4 hektarów. Klondike składał się ze 153 pokoi hotelowych oraz kasyna zajmującego 720 m².
Klondike znany był przede wszystkim jako jedno z ostatnich i nielicznych kasyn przy Strip, które oferowały tanie posiłki, a w tym spaghetti za 1,49 dolara. Poza tym, darmowe pożywienie dołączane było często do zakupionych napojów.

## Historia
Klondike został otwarty w 1962 roku jako Motel 6. 12 maja 1976 roku obiekt, za 1,2 milion dolarów, nabył Ralph Engelstad, ówczesny właściciel Imperial Palace Hotel and Casino. 
Kolejnym właścicielem Klondike był John Woodrum. To właśnie on zdecydował doprowadzić do znaku Welcome to Fabulous Las Vegas energię elektryczną. Gdy dostawy prądu, dzięki którym oświetlano znak, zostały odcięte, władze hrabstwa Clark zdecydowały, że to miasto będzie dostarczać prąd do znaku. 
Pod koniec 2005 roku obszar, na którym znajdowało się kasyno Klondike został sprzedany prywatnemu deweloperowi. Następnie teren wszedł w posiadanie korporacji Royal Palms Communities, która wydała na zakup tejże ziemi 48 milionów dolarów. W miejscu dawnego kasyna powstanie nowy obiekt – Paramount Las Vegas.
Kasyno zostało oficjalnie zamknięte 28 czerwca 2006 roku, zaś hotel zakończył działalność 30 czerwca 2008 roku.

### Klondike w mediach
- Kasyno Klondike pojawiło się w filmie W krzywym zwierciadle: Wakacje w Vegas (1997), mimo że nazwa obiektu nie została oficjalnie podana.
- W obiekcie nakręcony został wideoklip do piosenki "Bat Country" (2005) zespołu Avenged Sevenfold.